# La Fille de Jephté

La Fille de Jephté est un film muet français réalisé par Léonce Perret, sur un scénario de Louis Feuillade et Abel Gance, sorti en 1910.

## Fiche technique
- Réalisateur : Léonce Perret
- Scénario : Louis Feuillade et Abel Gance
- Société de production : Société des Établissements L. Gaumont
- Format : Muet - Noir et blanc - 1,33:1 - 35 mm
- Métrage : 265 m
- Pays d'origine : France
- Genre : Drame
- Année de sortie : 1910

## Distribution
- Renée Carl
- Fabienne Fabrèges
- Jeanne Marie-Laurent
- Léonce Perret
- Valentine Petit